# Município de Randolph (condado de Portage, Ohio)
O município de Randolph (em inglês: Randolph Township) é um município localizado no condado de Portage no estado estadounidense de Ohio. No ano de 2010 tinha uma população de 5.298 habitantes e uma densidade populacional de 69,91 pessoas por km².

## Geografia
O município de Randolph encontra-se localizado nas coordenadas 41° 01′ 39″ N, 81° 15′ 16″ O. Segundo o Departamento do Censo dos Estados Unidos, o município tem uma superfície total de 75.79 km², da qual 75,31 km² correspondem a terra firme e (0,63 %) 0,48 km² é água.

## Demografia
Segundo o censo de 2010, tinha 5.298 habitantes residindo no município de Randolph. A densidade populacional era de 69,91 hab./km². Dos 5.298 habitantes, o município de Randolph estava composto pelo 98,02 % brancos, o 0,57 % eram afroamericanos, o 0,25 % eram amerindios, o 0,19 % eram asiáticos, o 0,36 % eram de outras raças e o 0,62 % eram de uma mistura de raças. Do total da população o 0,55 % eram hispanos ou latinos de qualquer raça.